# RE-MASTERPIECES THE BEST OF LOUDNESS
『RE-MASTERPIECES THE BEST OF LOUDNESS』（リマスターピーシズ・ザ・ベスト・オブ・ラウドネス）は、日本のバンド、LOUDNESSの9枚目のベスト・アルバムである。2001年12月21日に発売された。発売元は日本コロムビア。

## 概要
バンドのデビュー20周年を記念したベスト・アルバムであり、今作発売当時の第5期のメンバーによって選ばれた15曲をデジタルリマスターして収録。
CDの帯には、4大特典と称して「オリジナル・ラウドネス究極のコンプリート・ベスト」「全曲オール・リマスタリング」「メンバー本人によるベスト・セレクション＆必読！！メンバー激レア楽曲コメント」「ソルジャー・オブ・フォーチュン二井原実ヴァージョン新録」と記載されている。

## 収録曲
1. CRAZY NIGHT
  - シングル「CRAZY NIGHT」（1984年12月1日）、スタジオ・アルバム『THUNDER IN THE EAST』（1985年1月21日）収録曲。
2. CRAZY DOCTOR
  - スタジオ・アルバム『DISILLUSION 〜撃剣霊化〜』（1984年1月21日）収録曲。
  - 日本語版と英語版があるうちの日本語版を収録[3]。
3. ROCK'N ROLL GYPSY
  - スタジオ・アルバム『HURRICANE EYES』（1987年8月25日）収録曲。
  - 日本語版と英語版があるうちの英語版を収録[3]。
4. THE END OF EARTH
  - スタジオ・アルバム『SPIRITUAL CANOE 〜輪廻転生〜』（2001年3月7日）収録曲。
5. DREAM FANTASY
  - スタジオ・アルバム『DISILLUSION 〜撃剣霊化〜』収録曲。
  - 日本語版と英語版があるうちの英語版を収録[3]。
6. DEVIL SOLDIER
  - スタジオ・アルバム『DEVIL SOLDIER 〜戦慄の奇蹟〜』（1982年7月21日）収録曲。
7. HEAVY CHAINS
  - スタジオ・アルバム『THUNDER IN THE EAST』収録曲。
8. ARES' LAMENT
  - スタジオ・アルバム『DISILLUSION 〜撃剣霊化〜』収録曲。
9. THIS LONELY HEART
  - スタジオ・アルバム『HURRICANE EYES』収録曲。
  - 日本語版と英語版があるうちの英語版を収録[3]。
10. IN THE MIRROR
  - シングル「GERALDINE」（1983年1月21日）、スタジオ・アルバム『THE LAW OF DEVIL'S LAND 〜魔界典章〜』（1983年1月25日）収録曲。
11. ROCK SHOCK (MORE AND MORE)
  - スタジオ・アルバム『THE BIRTHDAY EVE 〜誕生前夜〜』（1981年11月25日）収録曲。
12. ESPER
  - スタジオ・アルバム『DISILLUSION 〜撃剣霊化〜』収録曲。
  - 日本語版と英語版があるうちの日本語版を収録[3]。
13. S.D.I.
  - スタジオ・アルバム『HURRICANE EYES』収録曲。
  - 日本語版と英語版があるうちの英語版を収録[3]。
14. THE WINDS OF VICTORY
  - スタジオ・アルバム『SPIRITUAL CANOE 〜輪廻転生〜』収録曲。
15. SOLDIER OF FORTUNE
  - スタジオ・アルバム『SOLDIER OF FORTUNE』（1989年9月17日）収録曲。
  - CDの帯の記載通り、二井原実の歌唱による第5期体制での新録版を収録。